# Kuweu
Kuweu is een bestuurslaag in het regentschap Aceh Besar van de provincie Atjeh, Indonesië. Kuweu telt 243 inwoners (volkstelling 2010).